# Staelia galioides
Staelia galioides är en måreväxtart som beskrevs av Dc.. Staelia galioides ingår i släktet Staelia och familjen måreväxter. Inga underarter finns listade i Catalogue of Life.